# Teatro di Nerone
Il Teatro di Nerone (in latino Theatrum Neronis) era il teatro privato eretto dall'imperatore Nerone a Roma. Conosciuto sinora solo grazie a fonti letterarie, i suoi resti sono stati riportati alla luce dagli scavi effettuati nel 2020-2023 dalla Soprintendenza Speciale Archeologia Belle Arti e Paesaggio di Roma.

## Ubicazione
Il teatro si trovava sulla riva destra del Tevere, nell'Ager Vaticanus, e più precisamente negli horti di Agrippina maggiore (ereditati dal nipote Nerone), nella stessa area in cui Caligola aveva costruito il suo circo. I suoi resti sono stati ritrovati nel cortile del Palazzo dei Penitenzieri (chiamato anche Palazzo della Rovere), nel rione Borgo, tra via della Conciliazione e Borgo Santo Spirito, e sede dell'Ordine equestre del Santo Sepolcro di Gerusalemme.

## Storia
Il teatro è menzionato esplicitamente solo da Plinio il Vecchio e implicitamente da Svetonio e Tacito.  Secondo Plinio, l'imperatore aveva esposto i beni sequestrati di un ex console nel suo teatro privato (theatrum peculiare). Questo era usato da Nerone per le prove delle esibizioni canore da lui tenute nel teatro di Pompeo, ed era abbastanza grande da soddisfare la sua vanità quando era pieno di gente. Svetonio scrive che durante i Neronia l'imperatore promise di esibirsi in hortis ("nei giardini"), un riferimento indiretto al suo teatro.  Infine, Tacito afferma che durante i Ludi Juvenales Nerone cantò per domum aut hortos.  È anche possibile che la domestica scaena citata da Tacito come luogo da cui Nerone ammirò il grande incendio di Roma del 64 d.C. non si riferisca alla torre di Gaio Mecenate sull'Esquilino, ma bensì alla scena del suo teatro. Quest'ultimo infatti, trovandosi sulla riva destra del Tevere, era ben lontano dalle zone colpite, e quindi un punto di osservazione sicuro, a differenza della torre, che si trovava nel mezzo dell'incendio. All'inizio del II secolo d.C., l'edificio fu smantellato per recuperarne i materiali, come testimoniano le cinque colonne di marmo trovate in situ.
Il teatro viene citato un'ultima volta alla metà del XII secolo nei Mirabilia Urbis Romae, una guida per pellegrini della città, dove si dice che si trovava vicino al Castellum Crescentii, cioè Castel Sant'Angelo. L'indagine stratigrafica ha restituito manufatti che vanno dal tardo periodo repubblicano al XV secolo. In particolare, nel Medioevo l'area del teatro divenne sede di attività artigianali e legate all'arrivo dei pellegrini, come testimoniano i ritrovamenti di stampi per rosari, oggetti in osso lavorati per creare strumenti musicali e cerniere per mobili, brocche, calici in vetro usati come arredi liturgici e materiale ceramico, e due insegne di pellegrini (le quali mostrano il Volto Santo di Lucca e Notre-Dame de Rocamadour). Sono stati rinvenuti anche diversi tracciati stradali che collegavano il sito al Portus Maior, l'approdo sul Tevere a valle di Ponte Sant'Angelo.
Verso il 1480 nella zona del teatro il cardinale Domenico Della Rovere iniziò la costruzione del palazzo omonimo, affidandosi forse a Baccio Pontelli. I resti del teatro sono stati ritrovati durante gli scavi iniziati nel 2020 e condotti dalla Soprintendenza ai monumenti di Roma. La scoperta del teatro è stata annunciata il 27 luglio 2023 dalla soprintendente speciale di Roma Daniela Porro. Le rovine del teatro saranno reinterrate una volta catalogate. I reperti saranno esposti in un nuovo museo all'interno del Palazzo della Rovere.

## Descrizione
Nel cortile del palazzo rinascimentale sono state rinvenute due strutture in opus latericium che si affacciavano su un cortile aperto forse circondato da un portico. Gli edifici possono essere datati all'età giulio-claudia grazie ai bolli laterizi trovati sui mattoni. La prima struttura ha una pianta a emiciclo, con ingressi radiali e scale e pareti, e può quindi essere identificata con la cavea del teatro, dove si trovavano le gradinate per il pubblico. La Scaenae frons era orientata verso ovest. L'apparato decorativo era d'ordine ionico e dai resti si deduce che era rivestito di marmi bianchi e colorati e di stucchi ricoperti da foglia d'oro, come nella Domus Aurea. Il secondo edificio, invece, perpendicolare al primo, era adibito a funzioni di servizio e ospitava forse le scenografie e i costumi.